# قائمة زملاء الجمعية الملكية المنتخبين في 1949
هذه الصفحة تعرض قائمة زملاء الجمعية الملكية المُنتخبين لعام 1949.

## الزملاء
- Meirion Thomas [الإنجليزية]‏
- سيسل باول
- نورمان بيري
- ويليام كينيدي [الإنجليزية]‏
- هيدلي مارستون
- Keith Bullen (mathematician) [الإنجليزية]‏
- Ulick Richardson Evans [الإنجليزية]‏
- John Macnaghten Whittaker [الإنجليزية]‏
- W. B. R. King [الإنجليزية]‏
- Richard William Bailey [الإنجليزية]‏
- Walter Thomas James Morgan [الإنجليزية]‏
- Francis Brambell [الإنجليزية]‏

## الأعضاء الأجانب
- بيرسي ويليامز بريجمان
- نورمان بوين
- ماكس فون لاوي
- إرفين شرودنغر